# Copa Ciudad Viña del Mar
La Copa Ciudad Viña del Mar es un torneo internacional de fútbol de carácter amistoso. Se realiza desde 1976, siendo su creador el club Everton, bajo la presidencia de Antonio Martínez Ruiz, que ese año 1976 había formado un equipo estelar de fútbol, y necesitaba ponerlo a prueba con los mejores.
Al final de la temporada le dio la tercera estrella de su palmarés, por eso se realiza en los veranos de la ciudad de Viña del Mar, ubicada en la Región de Valparaíso de Chile. Cuenta con un carácter preparativo para las respectivas competencias locales, y toman parte, por invitación, clubes chilenos y extranjeros.
La edición del año 1997 también fue conocida como «Copa Cerveza Cristal» debido a que el trofeo fue donado por dicha compañía cervecera.
Durante 2001 y 2002 el torneo se llamó Copa Viva Viña, mientras que en 2004 su nombre fue Copa Gato-Viña del Mar (Copa Gato) y en 2005 se llamó Copa Verano. 
La Copa Ciudad Viña del Mar 2003, auspiciada por la misma empresa vinícola, no figura a la fecha en el recuento estadístico de RSSSF. En esa temporada el torneo contó con la participación de Universidad Católica, Colo-Colo, Everton y Palestino según consta en la edición digital de El Mercurio de Valparaíso.
En 2024, regresa la Copa Ciudad de Viña del Mar siendo organizado por la empresa Proenter después de 15 años, cuenta con la participación de Colo-Colo, Everton e Independiente del Valle.
Este campeonato se juega en el Estadio Sausalito de Viña del Mar.

## Historial
Esta tabla muestra las principales posiciones de la Copa Ciudad Viña del Mar. Para más información sobre un torneo en particular, véase la página especializada de ella en Detalle.
| Año          |               | Formato                          |                                   | Campeón                  | Subcampeón |  | Trofeo |
| 1976 Detalle | Triangular    | Fluminense Brasil                | Unión Española Chile              | -                        |            |  |        |
| 1978 Detalle | Triangular    | Internacional Brasil             | -                                 | -                        |            |  |        |
| 1980 Detalle | Cuadrangular  | Colo-Colo Chile                  | Platense Argentina                | -                        |            |  |        |
| 1981 Detalle | Cuadrangular  | Colo-Colo Chile                  | Cobreloa Chile                    | -                        |            |  |        |
| 1992 Detalle | Cuadrangular  | Universidad de Chile Chile       | Everton Chile                     | -                        |            |  |        |
| 1993 Detalle | Cuadrangular  | Everton Chile                    | Cobreloa Chile                    | -                        |            |  |        |
| 1995 Detalle | Cuadrangular  | Everton Chile                    | Ferro Carril Oeste Argentina      | -                        |            |  |        |
| 1997 Detalle | Cuadrangular  | Colo-Colo Chile                  | FC St. Gallen Suiza               | Copa Cerveza Cristal     |            |  |        |
| 1998 Detalle | Hexagonal     | Colo-Colo Chile                  | Argentinos Juniors Argentina      | -                        |            |  |        |
| 1999 Detalle | Cuadrangular  | Universidad Católica Chile       | Everton Chile                     | -                        |            |  |        |
| 2000 Detalle | Cuadrangular  | América de Cali Colombia         | Universidad de Chile Chile        | -                        |            |  |        |
| 2001 Detalle | Pentagonal    | Internacional Brasil             | Universidad Católica Chile        | Copa Viva Viña           |            |  |        |
| 2002 Detalle | Cuadrangular  | Universidad Católica Chile       | Cerro Porteño Paraguay            | Copa Viva Viña           |            |  |        |
| 2003 Detalle | Cuadrangular  | Universidad Católica Chile       | Colo-Colo Chile                   | Copa Gato                |            |  |        |
| 2004 Detalle | Cuadrangular  | Universidad de Chile Chile       | Colo-Colo Chile                   | Copa Gato                |            |  |        |
| 2005 Detalle | Triangular    | Olimpia Paraguay                 | Everton Chile                     | Copa Verano              |            |  |        |
| 2006 Detalle | Cuadrangular  | Colo-Colo y Unión Española Chile | -                                 | Copa Ciudad Viña del Mar |            |  |        |
| 2007 Detalle | Partido único | Universidad de Chile Chile       | Universidad Católica Chile        | Copa Ciudad Viña del Mar |            |  |        |
| 2008 Detalle | Partido único | Everton Chile                    | Estudiantes de La Plata Argentina | Copa Ciudad Viña del Mar |            |  |        |
| 2009 Detalle | Partido único | Newell's Old Boys Argentina      | Everton Chile                     | Copa Ciudad Viña del Mar |            |  |        |
| 2024 Detalle | Triangular    | Por definir                      | Por definir                       | Copa Ciudad Viña del Mar |            |  |        |

## Palmarés
| Equipo                  | País      | Campeón                           | Subcampeón                        |
| ----------------------- | --------- | --------------------------------- | --------------------------------- |
| Colo-Colo               | Chile     | 5 (1980, 1981, 1997, 1998 y 2006) | 2 (2003 y 2004)                   |
| Everton                 | Chile     | 3 (1993, 1995 y 2008)             | 5 (1976, 1992, 1999, 2005 y 2009) |
| Universidad Católica    | Chile     | 3 (1999, 2002 y 2003)             | 2 (2001 y 2007)                   |
| Universidad de Chile    | Chile     | 3 (1992, 2004 y 2007)             | 1 (2000)                          |
| Internacional           | Brasil    | 2 (1978 y 2001)                   | 0                                 |
| Fluminense              | Brasil    | 1 (1976)                          | 0                                 |
| América de Cali         | Colombia  | 1 (2000)                          | 0                                 |
| Olimpia                 | Paraguay  | 1 (2005)                          | 0                                 |
| Unión Española          | Chile     | 1 (2006)                          | 0                                 |
| Newell's Old Boys       | Argentina | 1 (2009)                          | 0                                 |
| Cobreloa                | Chile     | 0                                 | 1 (1993)                          |
| Ferro Carril Oeste      | Argentina | 0                                 | 1 (1995)                          |
| FC St. Gallen           | Suiza     | 0                                 | 1 (1997)                          |
| Argentinos Juniors      | Argentina | 0                                 | 1 (1998)                          |
| Cerro Porteño           | Paraguay  | 0                                 | 1 (2002)                          |
| Estudiantes de La Plata | Argentina | 0                                 | 1 (2008)                          |